# Minnesota Farmer-Labor Party
Minnesota Farmer-Labor Party var ett politiskt parti i den amerikanska delstaten Minnesota mellan 1918 och 1944.
Jordbrukarnas och arbetarnas parti var ett betydande tredje parti i Minnesota och lyckades utmana både demokraterna och republikanerna.
Tre av guvernörerna i Minnesota representerade Farmer-Labor Party: Floyd B. Olson, Hjalmar Petersen och Elmer Austin Benson. Fyra ledamöter av USA:s senat hann representera partiet: Henrik Shipstead, Magnus Johnson, Elmer Austin Benson och Ernest Lundeen. Shipstead bytte senare parti till republikanerna.
Demokraterna i Minnesota lyckades slå samman partiet med deras parti. Minnesota Democratic-Farmer-Labor Party, som demokraterna i Minnesota heter än i dag, bildades 15 april 1944 som resultatet av sammanslagningen mellan de två partierna. Hubert H. Humphrey spelade en central roll bakom sammanslagningen.
I början av 1920-talet fanns det försök att grunda ett parti som omfattar hela USA under namnet Farmer-Labor Party of the United States. Försöken var inte framgångsrika även om Parley P. Christensen ställde upp i presidentvalet i USA 1920 och fick sammanlagt över 265 000 röster.